# 南福克 (加利福尼亞州)
南福克（英語：South Fork）是位於美國加利福尼亞州馬德拉縣的一個非建制地區。該地的面積和人口皆未知。

## 地理
南福克的座標為37°13′52″N 119°29′39″W / 37.23111°N 119.49417°W，而該地的平均海拔高度為808米（即2651英尺）。